# Fobètor
Fobètor (en grec antic Φοβητώρ «el que fa por») va ser, segons la mitologia grega, un dels Somnis, els fills d'Hipnos.
Hesíode diu que Fobètor és fill de Nix, la deessa primordial de la nit, i que va néixer directament d'ella. Segons Ciceró, el seu pare era Èreb, la personificació de la foscor. Ovidi, a Les metamorfosis, explica que els déus li donaven el nom d'Ícelos o Íkelos («aquell que és semblant»). Portava els malsons als mortals i jugava amb els seus germans Morfeu i Fantasos, amb els que s'intercanviava els somnis dels mortals.